# Ewok

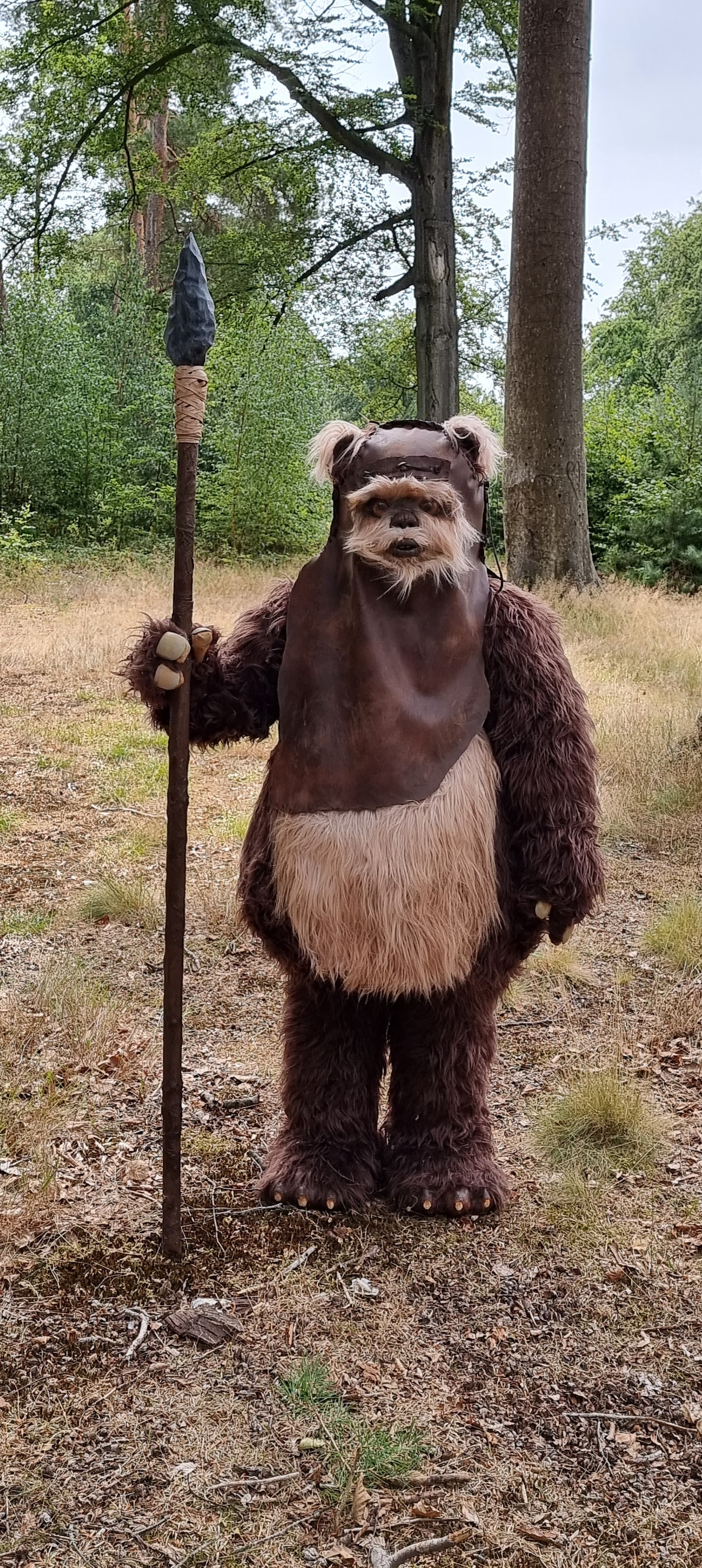
Ewok wicket

En el universo de Star Wars, los ewoks son primitivos seres bípedos, peludos y de baja estatura que habitan la luna boscosa de Endor. Obtienen relevancia en el episodio VI, cuando ayudan a la Alianza Rebelde a destruir el generador de escudo de la Estrella de la Muerte II.

## Descripción general
En las profundidades de la selva virgen de la luna boscosa de Endor, viven en armonía los pacíficos y amigables ewoks. Construyen sus poblados en la parte alta de los enormes árboles de Endor y sus viviendas están confeccionadas de ramas, unidas por lianas o cuerdas que ellos mismos fabrican. Los poblados ewok son el hogar de una tribu por generaciones. A medida que la tribu crece con el paso de los años, el número de viviendas aumenta, al igual que el tamaño de sus poblados, los más grandes pueden medir varios cientos de metros y tener más de veinte viviendas con decenas de familias. Convirtiéndose en pequeñas ciudades sobre los árboles. Los ewoks rara vez abandonan su poblado. Solo lo hacen si su bosque se incendia o los árboles son ya demasiado viejos como para sostener el poblado, entonces se llevan todo lo que pueden y se establecen en otro lugar que les sea favorable, por lo general, no muy lejos de su antiguo hogar. 
Las viviendas las unen mediante puentes de madera y plataformas en suspensión. Los ewoks cazan además de recolectar de día en la superficie del bosque. Cuando cae la noche, cuando la selva es demasiado peligrosa para ellos, estas criaturas se refugian en sus altos poblados. Y si son atacados, defienden su territorio con valentía.
Las tribus ewoks tienen lugares sagrados donde realizan rituales religiosos y honran y entierran a sus muertos. Cuando es necesario, el chamán de la tribu invoca los espíritus de los antepasados y se comunica con ellos para pedirles consejo, además, los ewoks se sienten unidos espiritualmente con los árboles y la naturaleza, ya que sus creencias atribuyen a que los dioses hacen que la naturaleza se mantenga en armonía.

## Comportamiento
Los ewoks son criaturas pacíficas y casi nunca atacan a otras tribus. Tampoco suelen hacer intercambios con otras tribus con frecuencia, aunque hay algunas que si lo hacen. Aunque los ewoks se distingan con otras tribus por ser pacíficos, eso no quita de que sean excelentes guerreros y escaladores de árboles, aunque solo tengan tres dedos en las manos y carezcan de garras. También se les reconoce por tener una gran curiosidad con los objetos con los que se llegan a topar y con las criaturas nuevas en su entorno.
A pesar de que sus técnicas son primitivas, los ewoks hacen gala de una inventiva ingeniosa y una inteligencia admirables. Saben construir columpios colgantes, catapultas, planeadores y complejas trampas para las fuerzas de ocupación imperiales.
Los ewoks viven sin conocer la gran tecnología de muchos planetas. Creen en dioses y espíritus del bosque que los protegen y les ayudan en la caza, y suelen considerar como algo mágico a las cosas que no comprenden, como a C-3PO, que cuando lo ven por primera vez, lo creen un dios.
Los ewoks miden medio metro de altura, son parecidos a los wookies y son muy primitivos en cuanto a tecnología. Los bebés de los ewoks son llamados Woklings y están siempre bajo el cuidado de sus madres. Los bebés miden pocos centímetros y nacen con poco pelo y sin dientes, aunque estos crecen rápido. Tardan cerca de un año en poder hablar y andar con normalidad, y tardan varios años más en poder valerse por sí solos, por eso, dependen de sus madres para sobrevivir, y aprenden de estas y de sus padres, además de los ancianos, todo lo que necesitan.

## Idioma

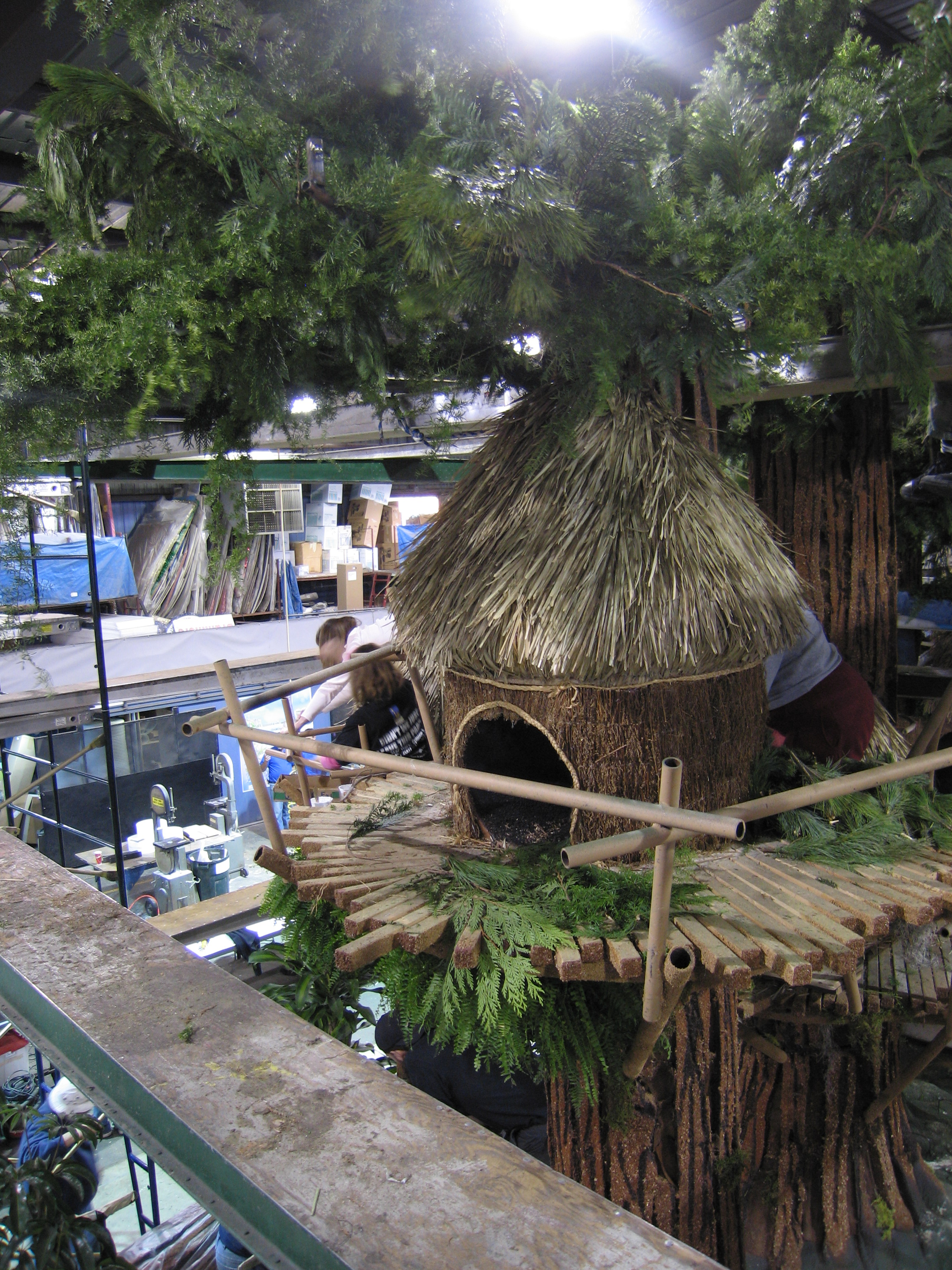
Villa Ewok.

Los ewoks hablan un dialecto primitivo, poco complejo que al parecer hablan todos los de su especie; este idioma es reconocido por las demás criaturas como ewokés y, a pesar de lo primitivo de su lenguaje, los droides de protocolo como C-3PO pueden entender gran parte de lo que dicen.
El idioma "ewokés" fue creado por el diseñador de sonido Ben Burtt. En la pista de comentarios del DVD de El regreso del Jedi, Burtt explica que esta lengua se basa en el idioma calmuco, hablado por un pueblo de Siberia. Burtt escuchó hablar el idioma en un documental y le gustó su sonido, tan extraño a los oídos occidentales. Tras investigar encontró a una refugiada hablante de calmuco de 80 años; la grabó narrando historias folklóricas en su lengua nativa, y después utilizó las grabaciones como base para sonidos que se convirtieron en ewokés en boca de actores de voz. Para la escena en la que C-3PO habla ewokés, el actor Anthony Daniels trabajó con Burtt e inventó palabras sobre la base de las grabaciones de calmuco.

## Acciones en Star Wars
Los ewoks aparecen en la Paz, el Episodio VI de la saga, en las películas Caravana de valor y La lucha por Endor y en la serie de dibujos animados Ewoks.
Varias tribus lucharon contra los marauders (cfr.), y asistieron a los Towani por mucho tiempo. 
Finalmente se pusieron a prueba cuando el Imperio Galáctico irrumpió en Endor y estableció una base con un generador de escudo para proteger la segunda Estrella de la muerte. Los ewoks, que habían capturado a Luke, Han, Chewbacca, R2-D2 y C-3PO, tomaron a este último como su dios y, gracias a un intento fallido de sacrificarlos, C-3PO les contó al Consejo de ancianos las historias de la Alianza Rebelde. Los ewoks apoyaron la causa y participaron en un ataque terrestre al generador de escudo. Con sus armas primitivas, derribaron a los soldados de asalto y destruyeron el generador junto a los rebeldes, dejando inutilizados los escudos de la Estrella de la Muerte. No obstante, también sufrieron considerables bajas ante el fuego Imperial.

## Ewoks importantes
- Wicket W. Warrick: ewok que luchó contra los Marauders para rescatar a su pueblo y a su amiga humana Cindel Towani. Años después ayudó a la princesa Leia Organa sirviendo de contacto entre su pueblo y la Alianza rebelde. Su profundo conocimiento del bosque ayuda mucho a los rebeldes en su ataque contra las fuerzas imperiales.
- Logray: ewok nativo de la luna de Endor. Era un médico-brujo que pensó en ofrecer como sacrificio a Han Solo, Chewbacca, R2-D2 y Luke Skywalker a su dios recién adoptado, el droide C-3PO. Por una pronta actuación de Skywalker, lograron su liberación y posteriormente, el droide dorado logró hacer que los aceptasen en la tribu de los ewoks.
- Kaink: Sacerdotisa ewok que vivía a varias millas de la aldea en Endor. Acompañó a los jóvenes Mace y Cindel Towani en la búsqueda de sus padres.
- Teebo: ewok que luchó junto a los rebeldes en contra del Imperio Galáctico en la batalla de Endor.
- Juan L. Warrick: Padre adoptivo de Wicket.
- Dolores Warrick: Madre adoptiva de Wicket, más tarde padawan.
- Jefe Chirpa: Es el jefe de la tribu ewok y el gobernante de la aldea del Árbol Brillante, fue comandante en la batalla de Endor.
- Farid Ali: regente de una aldea ewok donde habitaba Wicket y Logray así como Teebo y otros. Ayudó a comandar el ataque a las fuerzas imperiales en Endor y a asegurar la victoria de los rebeldes.
- Kneesaa: Hija del jefe Chirpa y pareja de Wicket.
- Deej Warrick
- Widdle Warrick
- Chukha-Trok
- Shodu Warrick

## Posible origen de los ewoks
George Lucas quería que fuera una raza primitiva la que derribara el Imperio en el Episodio VI. Tenía pensado que fueran los wookiees, pero como Chewbacca era experto en tecnología decidió crear a los ewoks, que es wookiee con sus sílabas al revés. La palabra ewok no se menciona en los diálogos de la película.
La creación de estos, fue una referencia de George Lucas a la guerra de Vietnam, y los ewoks como símil y referencia a los guerrilleros de Vietnam del Norte que luchaban contra el Imperio, en este caso Estados Unidos.

## Películas y series
- Star Wars: El Retorno del Jedi (Episodio VI): Primera aparición.
- Caravan of Courage: An Ewok Adventure: Película para televisión.
- Ewoks: The Battle for Endor: Película para televisión secuela de la anterior.
- Star Wars: Ewoks: Serie de animación.
- Star Wars: El ascenso de Skywalker (Episodio IX): Cameo.